# Цици
Цици (кит. упр. 淇淇, пиньинь qíqí) — последняя особь китайского речного дельфина (лат. Lipotes vexillifer), зарегистрированная в неволе. Этот самец был выловлен в 1980 году в озере Дунтинху, и содержался в Уханьском институте гидробиологии. Попытки найти другую особь для спаривания с Цици не увенчались успехом, и дельфин погиб в июле 2002 года.

## Биография
Ци Ци было около 1 года, когда его случайно выловили рыбаки 12 января 1980 года в озере Дунтиху. Пострадавшего от улова, его перенесли в огромный бассейн под названием «Белый дворец», специально построенный для содержания байцзи.
Из-за значительного загрязнения вод реки Янцзы Ци Ци было решено оставить в дельфинарии института под постоянным наблюдением. Он считался ценным исследовательским образцом для защиты байцзи.
В 1986 году в Институте гидробиологии Уханя решили, что для Ци Ци (тогда ему было 8 лет) пришло время спариваться с самкой. Для этого в институт привезли самку, по имени Жэньчжэнь (кит. 深圳, пиньинь  Shēnzhèn).
Когда Жэньчжэнь прибыла в Уханьский институт гидробиологии, Ци Ци уже находился там в течение двух лет, но он, конечно, никогда не имел никакого контакта со своими сородичами. Первые контакты между двумя байцзи были застенчивыми и нервными, но со временем эта нервозность уступила место хорошему взаимопониманию.
Ци Ци и Жэньчжэнь прожили вместе более двух лет, и приближалось время рожать потомство, но, к сожалению, Жэньчжэнь умерла от пневмонии в 1988 году. Ци Ци остался один и продолжал вести одинокую жизнь из-за трудностей с поиском байцзи.
Проведя в неволе более 22 лет, Ци Ци умер 14 июля 2002 года по естественным причинам. Его смерть в возрасте 23-24 лет свидетельствует о том, что средняя продолжительность жизни озерных дельфинов составляла около двадцати лет. Когда он умер, его похороны транслировали по китайскому телевидению.
Ци Ци был использован для изучения озерных дельфинов и стал самой известной особью вида. Благодаря ему было снято много фотографий и видео об озерных дельфинах, на подавляющем большинстве из них запечатлен сам Ци Ци.